# Campionati del mondo di atletica leggera 2013 - Marcia 50 km
La gara di marcia 50 km maschile si è svolta mercoledì 14 agosto 2013.

## Podio
| Posizione | Atleta           | Nazione   |
| --------- | ---------------- | --------- |
| Oro       | Robert Heffernan | Irlanda   |
| Argento   | Mikhail Ryzhov   | Russia    |
| Bronzo    | Jared Tallent    | Australia |

## Situazione pre-gara

### Record
Prima di questa competizione, il record del mondo (WR) e il record dei campionati (CR) erano i seguenti.
| Record                | Prestazione | Atleta                      | Data                             | Competizione              |
| --------------------- | ----------- | --------------------------- | -------------------------------- | ------------------------- |
| Record mondiale       | 3h34'14"    | Denis Nizhegorodov Russia   | 11 maggio 2008 Čeboksary, Russia |                           |
| Record dei campionati | 3h36'03"    | Robert Korzeniowski Polonia | 23 agosto 2003 Parigi, Francia   | Campionati del mondo 2003 |

### Campioni in carica
I campioni in carica, a livello mondiale e olimpico, erano:
| Campione | Atleta                   | Prestazione | Data                                  | Competizione               |
| -------- | ------------------------ | ----------- | ------------------------------------- | -------------------------- |
| Olimpico | Sergej Kirdjapkin Russia | 3h35'59"    | 11 agosto 2012 Londra, Regno Unito    | Giochi della XXX Olimpiade |
| Mondiale | Sergej Bakulin Russia    | 3h41'24"    | 3 settembre 2011 Taegu, Corea del Sud | Campionati del mondo 2011  |

### La stagione
Prima di questa gara, gli atleti con le migliori tre prestazioni dell'anno erano:
| Pos. | Atleta                   | Prestazione | Data                             |
| ---- | ------------------------ | ----------- | -------------------------------- |
| 1    | Yohann Diniz Francia     | 3h41'07"    | 19 maggio 2013 Dudince, Slovenia |
| 2    | Erick Barrondo Guatemala | 3h41'09"    | 19 maggio 2013 Dudince, Slovenia |
| 3    | Yury Andronov Russia     | 3h43'54"    | 1º marzo 2013 Čeboksary, Russia  |

## Finale
| Posizione | Nome                     | Nazionalità   | Tempo   | Note |
| --------- | ------------------------ | ------------- | ------- | ---- |
|           | Robert Heffernan         | Irlanda       | 3:37:56 | WL   |
|           | Mikhail Ryzhov           | Russia        | 3:38:58 | PB   |
|           | Jared Tallent            | Australia     | 3:40:03 | SB   |
| 4         | Ihor Hlavan              | Ucraina       | 3:40:39 | PB   |
| 5         | Matej Tóth               | Slovacchia    | 3:41:07 | SB   |
| 6         | Grzegorz Sudoł           | Polonia       | 3:41:20 | PB   |
| 7         | Ivan Noskov              | Russia        | 3:41:36 | PB   |
| 8         | Łukasz Nowak             | Polonia       | 3:43:38 | SB   |
| 9         | Takayuki Tanii           | Giappone      | 3:44:26 |      |
| 10        | Yohann Diniz             | Francia       | 3:45:18 |      |
| 11        | Hirooki Arai             | Giappone      | 3:45:56 | PB   |
| 12        | Jesús Ángel García       | Spagna        | 3:46:44 | SB   |
| 13        | Serhiy Budza             | Ucraina       | 3:47:36 | PB   |
| 14        | Ivan Trotski             | Bielorussia   | 3:47:52 | SB   |
| 15        | Marco De Luca            | Italia        | 3:48:05 | SB   |
| 16        | Chris Erickson           | Australia     | 3:49:41 | PB   |
| 17        | Quentin Rew              | Nuova Zelanda | 3:50:27 | PB   |
| 18        | Claudio Villanueva       | Spagna        | 3:50:29 | PB   |
| 19        | Omar Zepeda              | Messico       | 3:50:43 | SB   |
| 20        | Jarkko Kinnunen          | Finlandia     | 3:50:56 | SB   |
| 21        | Adrian Błocki            | Polonia       | 3:51:00 |      |
| 22        | Ato Ibáñez               | Svezia        | 3:53:38 | PB   |
| 23        | Kōichirō Morioka         | Giappone      | 3:53:54 |      |
| 24        | Jean-Jacques Nkouloukidi | Italia        | 3:54:00 | SB   |
| 25        | Brendan Boyce            | Irlanda       | 3:54:24 | PB   |
| 26        | Li Jianbo                | Cina          | 3:56:13 |      |
| 27        | Jonnathan Caceres        | Ecuador       | 3:56:58 |      |
| 28        | Pedro Isidro             | Portogallo    | 3:57:30 |      |
| 29        | Dušan Majdán             | Slovacchia    | 3:57:50 | PB   |
| 30        | Xu Faguang               | Cina          | 3:57:54 | SB   |
| 31        | Marc Mundell             | Sudafrica     | 3:57:55 | SB   |
| 32        | Horacio Nava             | Messico       | 3:58:09 |      |
| 33        | Basanta Bahadur Rana     | India         | 3:58:20 | SB   |
| 34        | José Ignacio Díaz        | Spagna        | 3:58:26 |      |
| 35        | Omar Segura              | Messico       | 3:58:34 |      |
| 36        | Evan Dunfee              | Canada        | 3:59:28 | PB   |
| 37        | Oh Se-Han                | Corea del Sud | 4:01:00 |      |
| 38        | Tadas Šuškevičius        | Lituania      | 4:01:29 |      |
| 39        | Andreas Gustafsson       | Svezia        | 4:01:40 | SB   |
| 40        | Marius Cocioran          | Romania       | 4:04:23 | SB   |
| 41        | Veli-Matti Partanen      | Finlandia     | 4:04:59 |      |
| 42        | Teodorico Caporaso       | Italia        | 4:05:25 |      |
| 43        | Mário dos Santos         | Brasile       | 4:06:12 | SB   |
| 44        | Xavier Moreno            | Ecuador       | 4:07:29 | SB   |
| 45        | Sándor Rácz              | Ungheria      | 4:12:18 |      |
| 46        | John Nunn                | Stati Uniti   | 4:34:55 | SB   |
|           | Ian Rayson               | Australia     | DSQ     |      |
|           | Edward Araya             | Cile          | DSQ     |      |
|           | Andrés Chocho            | Ecuador       | DSQ     |      |
|           | Emerson Esnal Hernández  | El Salvador   | DSQ     |      |
|           | Sandeep Kumar            | India         | DSQ     |      |
|           | Yim Jung-hyun            | Corea del Sud | DSQ     |      |
|           | Håvard Haukene           | Norvegia      | DSQ     |      |
|           | Ivan Banzeruk            | Ucraina       | DSQ     |      |
|           | Si Tianfeng              | Cina          | DNF     |      |
|           | Fredy Hernández          | Colombia      | DNF     |      |
|           | Maciej Rosiewicz         | Georgia       | DNF     |      |
|           | Erik Tysse               | Norvegia      | DNF     |      |
|           | Predrag Filipović        | Serbia        | DNF     |      |
|           | Yerenman Salazar         | Venezuela     | DNF     |      |
|           | Alexandros Papamichail   | Grecia        | DNS     |      |